# Segunda División de fútbol sala 2016-17
La temporada 2016-17 de Segunda División de fútbol sala fue la 28.ª edición de la Segunda División de la Liga Nacional de Fútbol Sala de España. Comenzó el 17 de septiembre de 2016 y el play-off finalizó el 1 de mayo de 2017. Se disputó en formato de liga, con una fase regular, que enfrentaba todos contra todos a los 14 equipos participantes. Obtuvo el título de campeón FC Barcelona "B" Lassa. Al no poder ascender por ser equipo filial, ascendió el subcampeón, Naturpellet Segovia. El restante ascenso fue para el ganador de la eliminatoria disputada por los clasificados de la 2.ª a la 5.ª posición. El último clasificado descendió a Segunda División B.

## Equipos participantes
| Club                       | Ciudad                 | Comunidad Autónoma   | Pabellón                      |
| -------------------------- | ---------------------- | -------------------- | ----------------------------- |
| Prone Lugo F.S.            | Lugo                   | Galicia              | Municipal de Lugo             |
| Cidade de Narón            | Narón                  | Galicia              | Municipal de A Gandara        |
| O Parrulo Ferrol           | Ferrol                 | Galicia              | A Malata                      |
| Real Betis Futsal          | Sevilla                | Andalucía            | Amate                         |
| Atlético Mengibar          | Mengibar               | Andalucía            | Sebastián Moya Lorca          |
| CD UMA Antequera           | Antequera              | Andalucía            | Fernando Argüelles            |
| Massey Ferguson Valdepeñas | Valdepeñas             | Castilla-La Mancha   | Virgen de la Cabeza           |
| FSD Puertollano            | Puertollano            | Castilla-La Mancha   | Polideportivo Antonio Rivilla |
| Naturpellet Segovia        | Segovia                | Castilla y León      | Pedro Delgado                 |
| Rivas Futsal               | Rivas-Vaciamadrid      | Comunidad de Madrid  | Parque Sureste                |
| El Pozo Ciudad de Murcia   | Murcia                 | Murcia               | Palacio de Deportes de Murcia |
| FC Barcelona "B" Lassa     | Barcelona              | Cataluña             | Ciutat Esportiva Joan Gamper  |
| Elche CF                   | Elche                  | Comunidad Valenciana | Esperanza Lag                 |
| Tenerife Iberia Toscal     | Santa Cruz de Tenerife | Canarias             | Quico Cabrera                 |

## Clasificación
| | Equipo                     | Puntos | J  | G  | E | P  | GF  | GC  |
| --- | -------------------------- | ------ | -- | -- | - | -- | --- | --- |
| 1 | FC Barcelona B Lassa       | 59     | 26 | 18 | 5 | 3  | 122 | 65  |
| 2 | Naturpellet Segovia        | 58     | 26 | 18 | 4 | 4  | 97  | 59  |
| 3 | CD UMA Antequera           | 56     | 26 | 17 | 5 | 4  | 95  | 65  |
| 4 | ElPozo Ciudad de Murcia    | 51     | 26 | 16 | 3 | 7  | 99  | 73  |
| 5 | Elche CF                   | 47     | 26 | 14 | 5 | 7  | 87  | 61  |
| 6 | Massey Ferguson Valdepeñas | 45     | 26 | 13 | 6 | 7  | 80  | 64  |
| 7 | O Parrulo Ferrol           | 43     | 26 | 13 | 4 | 9  | 84  | 75  |
| 8 | Atlético Mengibar          | 34     | 26 | 10 | 4 | 12 | 83  | 80  |
| 9 | Real Betis Futsal          | 29     | 26 | 7  | 8 | 11 | 78  | 90  |
| 10 | FSD Puertollano            | 27     | 26 | 7  | 6 | 13 | 74  | 77  |
| 11 | Rivas Futsal               | 26     | 26 | 7  | 5 | 14 | 93  | 106 |
| 12 | Tenerife Iberia Toscal     | 23     | 26 | 6  | 5 | 15 | 95  | 129 |
| 13 | Prone Lugo F.S.            | 8      | 26 | 1  | 5 | 20 | 49  | 116 |
| 14 | Cidade de Narón            | 6      | 26 | 1  | 3 | 22 | 51  | 127 |
| Fuente: Federación Española de Fútbol: Clasificación de la Segunda División de Fútbol Sala Archivado el 28 de julio de 2020 en Wayback Machine.; actualización automática |                            |        |    |    |   |    |     |     |

## Playoff de ascenso a Primera División
ElPozo Ciudad de Murcia al ser equipo filial, no disputó el play-off al no poder ascender a Primera División.
|  | Semifinales                | Semifinales | Semifinales      | Semifinales |   |          | Final | Final | Final | Final |  |
|  |                            |             |                  |             |   |          |       |       |       |       |  |
|  |                            |             |                  |             |   |          |       |       |       |       |  |
|  | Elche CF                   | 4           | 3 (1)            | 5           |   |          |       |       |       |       |  |
|  | Elche CF                   | 4           | 3 (1)            | 5           |   |          |       |       |       |       |  |
|  | Massey Ferguson Valdepeñas | 3           | 3 (2)            | 4           |   |          |       |       |       |       |  |
|  | Massey Ferguson Valdepeñas | 3           | 3 (2)            | 4           |   | Elche CF | 4     | 1     | 0     |       |  |
|  |                            |             |                  |             |   | Elche CF | 4     | 1     | 0     |       |  |
|  |                            |             | O Parrulo Ferrol | 2           | 5 | 2        |       |       |       |       |  |
|  | CD UMA Antequera           | 1           | O Parrulo Ferrol | 2           | 5 | 2        | 2     | 0     |       |       |  |
|  | CD UMA Antequera           | 1           |                  |             |   |          | 2     | 0     |       |       |  |
|  | O Parrulo Ferrol           | 3           | 1                | 2           |   |          |       |       |       |       |  |
|  | O Parrulo Ferrol           | 3           | 1                | 2           |   |          |       |       |       |       |  |
|  |                            |             |                  |             |   |          |       |       |       |       |  |

| Asciende a Primera División O Parrulo Ferrol |